# Campeonato Europeo de Remo de 2016
El X Campeonato Europeo de Remo se celebró en Brandeburgo (Alemania) entre el 6 y el 8 de mayo de 2016 bajo la organización de la Federación Internacional de Sociedades de Remo (FISA) y la Federación Alemana de Remo.
Las competiciones se realizaron en el canal de remo acondicionado en el lago Beetzsee, al norte de la localidad alemana.

## Medallistas

### Masculino
| Evento                                 | Oro | Plata | Bronce |
| -------------------------------------- | --- | --- | --- |
| Scull individual M1X (08.05)           | Damir Martin · Croacia · 8:05,59 | Mindaugas Griškonis · Lituania · 8:19,30 | Ondřej Synek · República Checa · 8:25,40 |
| Doble scull M2X (08.05)                | Martin Sinković · Valent Sinković · Croacia · 7:06,33 | Marcel Hacker · Stephan Krüger · Alemania · 7:14,22 | Rolandas Maščinskas · Saulius Ritter · Lituania · 7:17,79                                                                                                  |
| Cuatro scull M4X (08.05)               | Andrei Jämsä Allar Raja Tõnu Endrekson Kaspar Taimsoo Estonia 6:29,82 | Dovydas Nemeravičius · Martynas Džiaugys · Dominykas Jančionis · Aurimas Adomavičius · Lituania · 6:31,98                                                                             | Nikita Morgachov · Artiom Kosov · Vladislav Riabtsev · Serguei Fedorovtsev · Rusia · 6:32,27                                                               |
| Dos sin timonel M2- (08.05)            | Adrián Juhász · Béla Simon · Hungría · 7:05,70 | Alan Sinclair Stewart Innes Reino Unido 7:06,28 | Roel Braas · Mitchel Steenman · Países Bajos · 7:06,78 |
| Cuatro sin timonel M4- (08.05)         | Alexander Gregory Mohamed Sbihi George Nash Constantine Louloudis Reino Unido 6:18,93                                                                                                | Vadzim Lialin · Dzianis Mihal · Mikalai Sharlap · Ihar Pashevich · Bielorrusia · 6:20,91                                                                                              | Valentin Onfroy Benjamin Lang Mickaël Marteau Théophile Onfroy Francia 6:21,55                                                                             |
| Ocho con timonel M8+ (08.05)           | Maximilian Munski · Malte Jakschik · Andreas Kuffner · Felix Drahotta · Maximilian Reinelt · Eric Johannesen · Richard Schmidt · Hannes Ocik · Martin Sauer (t) · Alemania · 6:16,65 | Roman Lomachev · Lev Gritsenko · Maxim Golubev · Pavel Sorin · Viacheslav Mijailevski · Alexandr Kornilov · Semion Yaganov · Daniil Andriyenko · Pavel Safonkin (t) · Rusia · 6:17,43 | Matthew Gotrel Scott Durant Thomas Ransley Paul Bennett Peter Reed Andrew Triggs Hodge Matthew Langridge William Satch Phelan Hill (t) Reino Unido 6:20,39 |
| Scull individual ligero LM1X (08.05)   | Lukáš Babač · Eslovaquia · 7:33,42 | Konstantin Steinhübel · Alemania · 7:35,54 | Rajko Hrvat Eslovenia 7:36,72 |
| Doble scull ligero LM2X (08.05)        | Gary O'Donovan Paul O'Donovan Irlanda 6:57,76 | Moritz Moos · Jason Osborne · Alemania · 6:59,54 | Kristoffer Brun · Are Strandli · Noruega · 7:00,52 |
| Dos sin timonel ligero LM2- (08.05)    | Sam Scrimgeour Joel Cassells Reino Unido 7:00,38 | Emil Espensen Jens Vilhelmsen Dinamarca 7:03,94 | Sergio Pérez Moreno · Jesús González Álvarez · España · 7:05,32                                                                                            |
| Cuatro sin timonel ligero LM4- (08.05) | Lucas Tramèr · Simon Schürch · Simon Niepmann · Mario Gyr · Suiza · 6:45,24 | Christopher Bartley Mark Aldred Jonathan Clegg Peter Chambers Reino Unido 6:47,73 | Jonathan Koch · Lucas Schäfer · Tobias Franzmann · Lars Wichert · Alemania · 6:51,66                                                                       |

### Femenino
| Evento                               | Oro | Plata | Bronce |
| ------------------------------------ | --- | --- | --- |
| Scull individual W1X (08.05)         | Magdalena Lobnig · Austria · 9:22,32 | Elza Gulbe Letonia 9:39,10 | Sanita Pušpure Irlanda 9:44,77 |
| Doble scull W2X (08.05)              | Yuliya Bichyk · Tatsiana Kujta · Bielorrusia · 8:25,91 | Julia Lier · Mareike Adams · Alemania · 8:28,30 | Kristýna Fleissnerová · Lenka Antošová · República Checa · 8:31,94 |
| Cuatro scull W4X (08.05)             | Annekatrin Thiele · Carina Bär · Marie-Cathérine Arnold · Lisa Schmidla · Alemania · 7:14,31                                                                 | Agnieszka Kobus · Joanna Leszczyńska · Maria Springwald · Monika Ciaciuch · Polonia · 7:18,53                                                                                             | Daryna Verjohliad · Olena Buriak · Anastasiya Kozhenkova · Yevheniya Nimchenko · Ucrania · 7:21,12 |
| Dos sin timonel W2- (08.05)          | Helen Glover Heather Stanning Reino Unido 7:35,93 | Kerstin Hartmann · Kathrin Marchand · Alemania · 7:43,81 | Mădălina Bereș · Laura Oprea · Rumania · 7:47,18 |
| Ocho con timonel W8+ (08.05)         | Catherine Greves Melanie Wilson Frances Houghton Polly Swann Jessica Eddie Olivia Carnegie-Brown Karen Bennett Zoe Lee Zoe de Toledo (t) Reino Unido 6:51,46 | Wianka van Dorp · Sophie Souwer · Lies Rustenburg · José van Veen · Elisabeth Hogerwerf · Claudia Belderbos · Monica Lanz · Olivia van Rooijen · Ae-Ri Noort (t) · Países Bajos · 6:51,83 | Yuliya Kalinovskaya · Yuliya Inozemtseva · Yuliya Popova · Alevtina Savkina · Anastasiya Karabelshchikova · Alexandra Fiodorova · Yelena Lebedeva · Yelena Oriabinskaya · Xeniya Volkova (t) · Rusia · 6:55,43 |
| Scull individual ligero LW1X (08.05) | Anja Noske · Alemania · 8:26,75 | Aja Runge Holmegaard Dinamarca 8:32,54 | Elisabeth Woerner · Países Bajos · 8:37,05 |
| Doble scull ligero LW2X (08.05)      | Ilse Paulis · Maaike Head · Países Bajos · 7:40,50 | Fini Sturm · Marie-Louise Dräger · Alemania · 7:42,79 | Joanna Dorociak · Weronika Deresz · Polonia · 7:44,88 |

## Medallero
| Núm. | País            | Oro | Plata | Bronce | Total |
| ---- | --------------- | --- | ----- | ------ | ----- |
| 1    | Reino Unido     | 4   | 2     | 1      | 7     |
| 2    | Alemania        | 3   | 6     | 1      | 10    |
| 3    | Croacia         | 2   | 0     | 0      | 2     |
| 4    | Países Bajos    | 1   | 1     | 2      | 4     |
| 5    | Bielorrusia     | 1   | 1     | 0      | 2     |
| 6    | Irlanda         | 1   | 0     | 1      | 2     |
| 7    | Austria         | 1   | 0     | 0      | 1     |
| 7    | Eslovaquia      | 1   | 0     | 0      | 1     |
| 7    | Estonia         | 1   | 0     | 0      | 1     |
| 7    | Hungría         | 1   | 0     | 0      | 1     |
| 7    | Suiza           | 1   | 0     | 0      | 1     |
| 12   | Lituania        | 0   | 2     | 1      | 3     |
| 13   | Dinamarca       | 0   | 2     | 0      | 2     |
| 14   | Rusia           | 0   | 1     | 2      | 3     |
| 15   | Polonia         | 0   | 1     | 1      | 2     |
| 16   | Letonia         | 0   | 1     | 0      | 1     |
| 17   | República Checa | 0   | 0     | 2      | 2     |
| 18   | Eslovenia       | 0   | 0     | 1      | 1     |
| 18   | España          | 0   | 0     | 1      | 1     |
| 18   | Francia         | 0   | 0     | 1      | 1     |
| 18   | Noruega         | 0   | 0     | 1      | 1     |
| 18   | Rumania         | 0   | 0     | 1      | 1     |
| 18   | Ucrania         | 0   | 0     | 1      | 1     |
|      | TOTAL           | 17  | 17    | 17     | 51    |